# Eperke
Az Eperke újabb névadás az eper szóból. A régi magyar nevek között Eperjes alakban fordul elő.

## Gyakorisága
Az 1990-es években szórványos név, a 2000-es években nem szerepel a 100 leggyakoribb női név között.

## Névnapok
- július 8.[2]
- július 19.[2]